# Ken Akamatsu
Pour les articles homonymes, voir Akamatsu (homonymie).
赤松 健
Œuvres principales
Première œuvreA Kid's Game for One Summer
Autres œuvres
- AI non-stop!
- Itsudatte my Santa
- Love Hina
- Negima!
- UQ Holder!

Ken Akamatsu (赤松 健, Akamatsu Ken), né le 5 juillet 1968 dans la préfecture d’Aichi, au Japon,, est un dessinateur de manga. Il a également travaillé en tant que character designer et réalisateur sur l'anime Rikujo Bôeitai Mao-chan.
Le 10 juillet 2022, il est élu à la Chambre des conseillers du Japon, comme représentant du parti libéral-démocrate.

## Biographie
Intéressé par la réalisation de films, il a échoué à deux reprises au concours d'entrée de la prestigieuse Tōdai en section audiovisuelle avant de se rediriger vers l'Université Chūō en section littérature. Faisant partie de plusieurs clubs, il a entre autres été dans le même club que la mangaka Rie Kosaka. Il finit par trouver sa voie en 3e année dans celui de manga grâce auquel il devint relativement connu en participant au Comiket sous le nom de plume de Awa Mizuno (水野 亜和, Mizuno Awa). Il participera à deux reprises au concours du Shōnen Magazine, remportant le prix avec A Kid's Game for One Summer ; son succès le poussera à s'engager auprès de la Kōdansha une fois son diplôme en poche, il commence sa carrière de mangaka.
Il est marié avec l'idol Kanon Akamatsu qui servit de modèle au personnage d'Asuna pour le manga Negima!.
En novembre 2010, Akamatsu annonce le lancement d'un site de téléchargement gratuit de mangas n'étant plus publiés, nommé "J-Comi" ; il annonce par la même occasion que les 14 tomes de Love Hina en seront les premiers proposés. Le service est gratuit, illimité, sans DRM ni conditions ; les auteurs recevant une compensation à partir des publicités mises sur le site.

### Élection au parlement
Le 10 juillet 2022, il est élu à la Chambre des conseillers du Japon, comme représentant du parti libéral-démocrate. Il souhaite y défendre la liberté d'expression.

## Œuvres
Sa première création, imaginée sous l'impulsion de son éditeur, est un pantsu qui raconte l'histoire d'un jeune passionné d'ordinateurs et d'AI ayant intégré le monde réel. AI non-stop! connut un succès assez important au Japon, lui permettant de réaliser une histoire en 9 tomes
C'est grâce à sa 2e série qu'il connut réellement le succès, aussi bien au Japon qu'à l'étranger. Partant sur les mêmes bases que Maison Ikkoku, le pantsu Love Hina s'en éloigne assez rapidement, notamment par l'insertion de quelques expériences que l'auteur a pu avoir au cours de sa vie ; par exemple, le héros a, comme Akamatsu, échoué deux fois au concours d'entrée de Tōdai lorsque l'histoire débute, cependant il s'accrochera et réussira à la 4e tentative. Publiée de 1999 à 2002, la série sera compilée en 14 tomes et deviendra un phénomène extraordinaire un peu partout dans le monde, et ce à la grande surprise du mangaka car le cadre typiquement japonais de l'œuvre ne l'y prédestinait pas. De plus, la série remporta au Japon le prix du manga de son éditeur Kōdansha en 2001, catégorie Shōnen.
Il travaillera ensuite comme réalisateur sur l'anime Ground Defense Force! Mao-chan, parodiant les classiques du magical girl et incluant de très nombreuses références à ses œuvres précédentes, notamment Love Hina.
Au début de 2003, il écrit Le maître magicien Negima!, un récit peuplé d'un nombre incroyable d'héroïnes. L'œuvre, traitant de l'histoire d'un magicien de 10 ans dans une école, connaîtra de violentes critiques, surtout en occident, l'accusant d'être un plagiat de Harry Potter. À l'origine imposée par son éditeur afin de mélanger ce qui avait fait le succès de Love Hina et la magie qui était un thème en vogue, il s'appropria progressivement l'œuvre. Rajoutant une touche plus personnelle et collant plus à son idée originale, le scénario est axé essentiellement sur la magie et s'oriente plus sur le nekketsu contrairement à ses œuvres précédentes. C'est à ce jour le récit le plus long qu'il ait réalisé avec 38 tomes.
En parallèle à son activité professionnelle, il exerça de 1994 à 2003 dans le cercle de doujinshi hentai Cu-Little2 sous le pseudonyme de Betty. Cette équipe de trois otaku est notamment célèbre pour leurs histoires sur Final Fantasy VII. Il a publié quelques parodies de ses propres œuvres sous ce label.

### Manga
- Kid’s game for one summer (1993)
- AI non-stop! (1994 - 1998)
- Itsudatte My Santa (1998)
- Love Hina (1998 - 2002)
- Negima! (2003 - 2012)
- UQ Holder! (2013 - 2022)

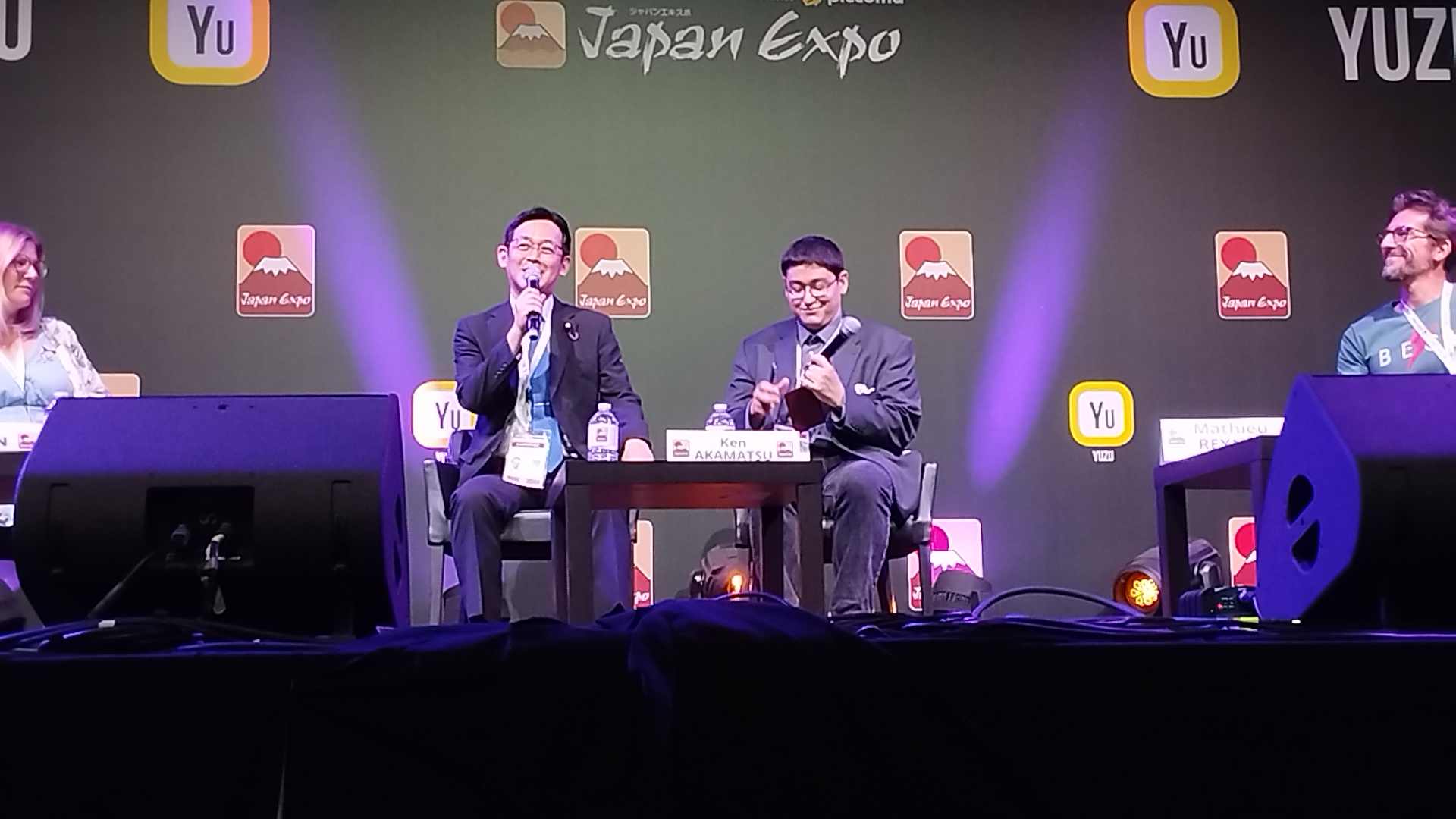
Ken Akamatsu en conférence à la Japan Expo 2023.

Avec Love Hina, Akamatsu a importé en France le manga de genre harem, qui se caractérise par un héros masculin entouré de nombreuses jeunes filles. Il estime lui-même que l'érotisme et ses dessins de jeunes filles sont les raisons du succès de ses œuvres. Il déclare aussi avoir un intérêt pour la chronologie et les univers complexes.

### Anime original
- Rikujo Bōeitai Mao-chan (character designer, 2002)

## Opinions politiques
S'il se qualifie lui-même de « progressiste », Akamatsu est connu pour défendre des idées très libérales, dont une liberté d'expression absolue qui inclut la pédopornographie,,. En France, une partie du public le perçoit comme étant proche de l'extrême droite. Akamatsu s'oppose à toute restriction de la diffusion des images de lolicon et de dōjinshi.
En 2014, il avait réagi à la condamnation d'un citoyen britannique pour détention d'images pédopornographiques de type manga représentant des écolières, en demandant que la détention d'images dessinées de ce type ne soit pas un motif de condamnation judiciaire,.

## Récompenses
- 2001 - 25e Prix du manga Kōdansha avec Love Hina.

## Sources